# Henryk Starzeński
Henryk Starzeński, hrabia, herbu Lis (ur. 16 marca 1856 we Lwowie, zm. 9 marca 1922 w Wiedniu) – ziemianin, oficer kawalerii c. i k. Armii, polityk konserwatywny i poseł do austriackiej Rady Państwa.

## Życiorys
Ukończył szkołę prowadzoną przez jezuitów w Karsburgu (pod Wiedniem), następnie średnią szkołę wojskową Sankt Pölten, a następnie Terezjańską Akademię Wojskową w Wiener Neustadt (1879) Następnie obrał karierę wojskową. 24 kwietnia 1879 został mianowany podporucznikiem i wcielony do Galicyjskiego Pułku Ułanów Nr 7 w Brzeżanach. W 1882 przebywał na urlopie. W 1883 znowu w czynnej służbie, w Pułku Huzarów Nr 15 w Debreczynie. 1 maja 1884 mianowany porucznikiem i ponownie urlopowany, w 1885 przeniesiony do rezerwy.
Ziemianin, właściciel dóbr Hnizdyczów, Wolica i Łowczyce, w pow. żydaczowskim. Członek stryjsko-żydaczowskiego oddziału Galicyjskiego Towarzystwa Gospodarskiego we Lwowie (1899-1918).
Z przekonań konserwatysta, należał do grupy podolaków. Członek Rady Powiatu z grupy większej własności (1899-1907) i członek Wydziału Powiatowego (1901-1905) w Żydaczowie. Poseł do austriackiej Rady Państwa X kadencji (2 grudnia 1902 – 30 stycznia 1907), wybrany po śmierci Karola Dzieduszyckiego w wyborach uzupełniających w kurii IV (gmin wiejskich) w okręgu wyborczym nr 15 (Stryj-Skole-Żydaczów-Mikołajów-Żurawno-Drohobycz-Medenice-Podbuż). W parlamencie członek frakcji posłów konserwatywnych – podolaków Koła Polskiego w Wiedniu.

## Odznaczenia i wyróżnienia
Od 13 lutego 1884 c. i k. szambelan, od 1894 kawaler honorowy maltański, od 23 stycznia 1904 obywatel honorowy Żurawna.

## Rodzina
Urodził się w rodzinie ziemiańskiej, posiadającej od 1781 tytuł hrabiowski, był synem Leopolda Eugeniusza (1835-1904) i Leontyny z Baworowskich (1837-1913). Jego bratem był wojskowy i dyplomata austro-węgierski Leonard (1857-1919). Ożenił się 15 maja 1883 z Zofią z Gołuchowskich (1850-?), wdową po Bronisławie Łosiu, Dzieci nie mieli. Szwagier Adama i Agenora (1849-1921) Gołuchowskich.